# Louis W. Ballard
Louis W. Ballard (* 8. Juli 1931; † 9. Februar 2007 in Santa Fe (New Mexico)) war ein US-amerikanischer Komponist indianischer Abstammung.

## Leben und Werk
Ballard studierte Musik an der University of Oklahoma und der University of Tulsa. Sein Kompositionslehrer war Bela Rozsa, später hatte er Privatunterricht bei Darius Milhaud, Mario Castelnuovo-Tedesco, Carlos Surinach und Felix Labunski. 1962 zog er nach Santa Fe, New Mexico, wo er bis 1975 am Institute of American Indian Arts unterrichtete.
Ballard komponierte Werke für Orchester, Choräle und Kammermusik, wobei mehrere Kompositionen Bezug nehmen auf Texte und Melodien nordamerikanischer Indianer. Er hat indianische Musik gesammelt, in mehreren Bänden herausgegeben   und für klassische Besetzungen bearbeitet. Seine bekanntesten Stücke sind  „Incident at Wounded Knee“ und „Why the Duck Has a Short Tail“.